# À l'ombre du show business
Albums de Kery James
Ma vérité
(2005) Réel
(2009)
À l'ombre du show business est le troisième album studio du rappeur français Kery James, sorti le 31 mars 2008.
Kery James considère lors de sa sortie que c'est son « meilleur » album. L'album est réalisé dans la ville de Langres (Haute-Marne).

## Liste des pistes
| No  | Titre                                                                  | Musique                          | Durée |
| --- | ---------------------------------------------------------------------- | -------------------------------- | ----- |
| 1.  | Le combat continue Part 3                                              | Nino                             | 6:55  |
| 2.  | En sang ble                                                            | Nino                             | 4:20  |
| 3.  | L'Impasse (avec Béné (Fils de Demon One))                              | Bruno Coulais, Tefa et Masta     | 7:18  |
| 4.  | Ghetto (avec Jmi Sissoko)                                              | Stromae et Jmi Sissoko           | 3:47  |
| 5.  | Pleure en silence                                                      | Tefa et Masta                    | 4:36  |
| 6.  | Foolek (avec Black V.Ner)                                              | Wealstarr                        | 4:02  |
| 7.  | Banlieusards                                                           | Tefa et Masta                    | 7:50  |
| 8.  | Encore (Chauncey Black)                                                | Wealstarr                        | 3:38  |
| 9.  | Laisse-Nous Croire (avec Kayna Samet)                                  | Christian Stevens et Kayna Samet | 4:10  |
| 10. | Intro Egotripes (avec Dry (Mafia K'1 Fry))                             | Stromae                          | 0:38  |
| 11. | Egotripes (avec Dry (Mafia K'1 Fry))                                   | Stromae                          | 3:43  |
| 12. | Je m'écris (avec Zaho et Grand Corps Malade)                           | CasaOne et Zaho                  | 4:20  |
| 13. | Vrai Peura                                                             | Stromae                          | 3:57  |
| 14. | Après la pluie (Zap Mama)                                              | Sayd des mureaux                 | 3:53  |
| 15. | X & Y                                                                  | Stromae                          | 6:35  |
| 16. | Thug Love (avec Vitaa)                                                 | Wealstarr                        | 3:55  |
| 17. | À l'ombre du show business (avec la participation de Charles Aznavour) | Aledji, Tefa et Masta            | 5:45  |

## Ventes
À l'ombre du show business se classe en troisième position des classements des ventes en France, avec 25 000 exemplaires vendus la première semaine. Il termine l'année 2008 avec 150 000 exemplaires vendus.

## Accueil commercial
l’album obtient le disque de platine un an après. Il reste l’album le plus vendu de sa carrière.
| Région        | Certification | Ventes/Streams |
| ------------- | ------------- | -------------- |
| France (SNEP) | Platine       | 150 000        |